# Propunere indecentă
Propunere indecentă (titlu original în engleză Indecent Proposal) este un film dramatic american din anul 1993, produs sub regia lui Adrian Lyne, scenariul Amy Holden Jones, după romanul lui Jack Engelhard. În rolurile principale au jucat Robert Redford, Demi Moore și Woody Harrelson.
Filmul a primit Zmeura de Aur pentru cel mai prost film al anului 1993, Zmeura de Aur pentru cel mai prost scenariu și Zmeura de Aur pentru cel mai prost actor într-un rol principal.

## Acțiunea
Arhitectul David Murphy (Woody Harrelson) și soția lui  Diana (Demi Moore) sunt urmăriți de ghinion și încearcă prin jocuri de noroc să ajungă în Las Vegas la bani. Acest lucru este observat de miliardarul John Gage (Robert Redford), care le propune un milion de dolari, în schimbul unei nopți petrecute cu Diana. Tinerii căsătoriți după o scurtă șovăială vor semna contractul cu John Gage. După ce Diana și miliardarul  au zburat cu un elicopter, tânărul soț David cuprins de îndoieli va ajunge prea târziu la locul de decolare. Toate decurg conform înțelegerii, Diana și David primesc banii, și vor avea o criză în căsătorie. Miliardarul îndrăgostit de Diana caută s-o cucerească, care se lasă sedusă de el, părăsindu-și soțul. David, soțul părăsit, ajunge la o acțiune unde se colectează bani pentru animale părăsite. Tot aici se află și Gage cu Diana, David oferă ca donație milionul primit de la Gage, iar acesta din urmă va renunța la Diana, observând că ea încă îl iubește pe David.

## Distribuție
- Robert Redford este John Gage[7]
- Demi Moore este Diana Murphy
- Woody Harrelson este David Murphy
- Seymour Cassel este Mr. Shackleford
- Oliver Platt este Jeremy
- Billy Bob Thornton este Day Tripper
- Rip Taylor este Mr. Langford
- Billy Connolly este Auction M.C.
- Tommy Bush este David's Father
- Sheena Easton – cameo în rolul propriei persoane
- Herbie Hancock – cameo în rolul propriei persoane